# San Tammaro
San Tammaro là một đô thị ở tỉnh Caserta trong vùng Campania của Ý, có vị trí cách khoảng 30 km về phía bắc của Naples và khoảng 9 km về phía tây của Caserta. Tại thời điểm ngày 31 tháng 12 năm 2004, đô thị này có dân số 4.558 người và diện tích là 36,8 km².
Đô thị San Tammaro có các frazione (đơn vị cấp dưới) Carditello.
San Tammaro giáp các đô thị: Capua, Casal di Principe, Casaluce, Frignano, Santa Maria Capua Vetere, Santa Maria la Fossa, Villa di Briano.